# Кабул (провинција)
Кабул (персијски/пашту: کابل) је једна од 34 провинције Авганистана. Престоница провинције је град Кабул. Има популацију од 3.568.500 становника и простире се на површини од 4.462 квадратна километра.